# Center Township (Dubuque County, Iowa)
Die Center Township ist eine von 17 Townships im Dubuque County im Osten des US-amerikanischen Bundesstaates Iowa.

## Geografie
Die Center Township liegt im Osten von Iowa am westlichen Stadtrand Dubuque, dem am Iowa von Illinois trennenden Mississippi gelegenen Zentrum der Region.
Die Center Township wird vom Little Maquoketa River durchflossen und liegt auf 42°30′54″ nördlicher Breite und 90°50′30″ westlicher Länge. Die Township erstreckt sich über 93,36 km².
Die Center Township liegt im nordöstlichen Zentrum des Dubuque County und grenzt im Norden an die Jefferson Township, im Nordosten an die Peru Township, im Osten an die Dubuque Township und die Stadt Dubuque, im Süden an die Vernon Township, im Südwesten an die Taylor Township, im Westen an die Iowa Township und im Nordwesten an die Concord Township.

## Verkehr
Durch die Township verlaufen keine überregionalen Straßen und sie wird nur von teilweise unbefestigten County Roads durchzogen.
Durch den äußersten Südosten der Center Township führt eine Eisenbahnstrecke der Canadian National Railway, die von Chicago über Dubuque nach Westen führt.
Der nächstgelegene Flugplatz ist der rund 35 km südöstlich gelegene Dubuque Regional Airport.

## Bevölkerung
Bei der Volkszählung im Jahr 2010 hatte die Township 2505 Einwohner.
In der Center Township existieren folgende Orte:
Citys
- Asbury1
- Centralia2
- Graf

Unincorporated Community
- Julien1

1 – überwiegend in der Dubuque Township

2 – teilweise in der Vernon Township